# The Natural
The Natural é um filme estadunidense de 1984 do gênero "drama romântico" dirigido por Barry Levinson e conta a história de um fictício talentoso jogador de baseball. O roteiro baseia-se no livro homônimo de 1952 de autoria de Bernard Malamud. Foi a primeira produção para o cinema da TriStar Pictures. Locações no Estádio War Memorial em Buffalo, Nova Iorque (construído em 1937 e já demolido). Uma "versão do diretor" foi lançada em 2007.

## Elenco
- Robert Redford... Roy Hobbs
- Glenn Close...Iris Gaines
- Kim Basinger...Memo Paris
- Robert Duvall...Max Mercy
- Wilford Brimley...Pop Fisher
- Barbara Hershey...Harriet Bird
- Robert Prosky...Juiz
- Richard Farnsworth...Red Blow
- Michael Madsen...Bartholomew "Bump" Bailey
- Darren McGavin...Gus Sands (não creditado)

## Sinopse
No início do século XX, Roy Hobbs é uma criança que vive numa fazenda e possui um imenso talento natural para o baseball. Ele mesmo faz seu taco com a madeira de uma árvore atingida por um raio, no qual grava a inscrição "Wonderboy" ao lado do desenho do raio. Quando seu pai morre subitamente, Roy resolve abandonar o campo e ir jogar baseball entre os profissionais. Ele se despede da vizinha adolescente Iris Gaines, dizendo que voltará para buscá-la e se casarem .
Em 1923, com dezenove anos de idade, Roy consegue uma indicação para jogar no Chicago Cubs. Durante a viagem à Chicago, a vida de Roy muda quando ele é vitimado por um incidente causado por uma mulher misteriosa.
Dezesseis anos depois (1939), Roy é visto entrando novamente para a Primeira Divisão de Baseball (Liga Nacional), no time do New York Knights. Ninguém ouviu falar dele e o treinador o acha muito velho para iniciar uma carreira numa equipe profissional. Aos poucos, Roy demonstra seu imenso talento para o jogo e fica próximo de realizar o seu sonho de criança, o de ser reconhecido como o maior jogador do esporte. Mas, os problemas que o mantiveram afastado do jogo durante tantos anos retornam e somente o apoio da antiga namorada Iris, que o reencontra num momento difícil da temporada, o farão voltar para o caminho das vitórias.

## Indicações
- Oscar: indicado para melhor atriz coadjuvante (Glenn Close), Fotografia (Caleb Deschanel),Direção de Arte (Mel Bourne, Angelo P. Graham e Bruce Weintraub) e Música (Randy Newman).[3]
- Globo de Ouro: melhor atriz coadjuvante (Kim Basinger)[4]